# Hydroptila maza
Hydroptila maza is een schietmot uit de familie Hydroptilidae. De soort komt voor in het Neotropisch gebied.